# Johannes Strasser (Politiker)
Johannes Strasser (* 12. Februar 1945 in Tapfheim) ist ein deutscher Politiker (SPD).

## Leben
Strasser besuchte das musische Gabrieli-Gymnasium Eichstätt. Er studierte Pädagogik und politische Wissenschaft an der Universität München, legte das erste Staatsexamen 1969 und das zweite Staatsexamen 1972 ab. Von 1969 bis 1972 war er Lehramtsanwärter, heute vergleichbar mit dem Referendariat. Strasser lebt heute in Gundelfingen an der Donau.

## Politik
Im März 1972 wurde er in den Gemeinderat der neu gebildeten Gemeinde Tapfheim gewählt und am 17. September 1972 zum Bürgermeister. Er schied damals als Beamter aus dem Staatsdienst aus. Mit 27 Jahren war er der jüngste hauptamtliche Bürgermeister in Bayern. Dem Bayerischen Landtag gehörte er von 1986 bis 2003 an und war unter anderem stellvertretender Vorsitzender des Ausschusses für Staatshaushalt und Finanzfragen. Als sein Nachfolger im Bürgermeisteramt wurde 1986 der Donauwörther Stadt- und Kreisrat Alfred Stöckl gewählt. Mitglied im Kreistag Landkreis Donau-Ries war er von 1978 bis 2000 und im Landkreis Dillingen von 2002 bis 2008.
1968 wurde Strasser Mitglied der SPD, war von 1984 bis 1994 Vorsitzender der SPD Donau-Ries und bis 1998 stellvertretender Vorsitzender der SPD Schwaben.

## Auszeichnungen
Der Bayerische Verdienstorden wurde ihm am 7. Juli 1999 für hervorragende Verdienste um den Freistaat Bayern und das Bayerische Volk von Ministerpräsident Dr. Edmund Stoiber verliehen. Die Bayerische Verfassungsmedaille in Silber hat Landtagspräsident Johann Böhm am 3. Dezember 2001 Strasser überreicht. Für 25 Jahre aktiven Feuerwehrdienst mit sämtlichen Leistungsprüfungen wurde er von Innenminister Dr. Günther Beckstein 1995 geehrt. Das Bundesverdienstkreuz am Bande erhielt er am 17. Dezember 2014 aus der Hand von Innenminister Joachim Herrmann.

## Ehrenamt
Bereits von 1964 bis 1968 stand er an der Spitze der Katholischen Landjugendbewegung in Tapfheim und im Landkreis Dillingen a.d.Donau und organisierte jahrelang den internationalen Jugendaustausch mit Frankreich. In den Jahren 1969 bis 1972 fungierte er als Organist in Schwennenbach und Oberglauheim sowie als Dirigent des Kirchenchores und des Gesangvereins Schwennenbach. Als Vizepräsident beim Bayerischen Turnbezirk (BTB) und Vorsitzender im Turnbezirk Schwaben brachte sich Strasser über Jahre hinweg ein.

## Dozent und Unternehmensberater
Lehraufträge an der Universität der Bundeswehr München/Neubiberg und der Universität Augsburg wurde ihm in den Jahren 2004 bis 2007 übertragen. An der Philosophisch-Sozialwissenschaftlichen Fakultät der Universität Augsburg promovierte er und befasste sich in der Inauguraldissertation mit dem Thema „Schwachstellen der Politik“ – Beobachtungen zur institutionellen und prozessualen Defiziten – illustriert an der Behandlung bildungspolitischer Fragen in Bayern, veröffentlicht im Ergon Verlag, Spektrum Politikwissenschaft, Band 40. Seit Beendigung der Dozententätigkeit ist er im Bereich der Erneuerbaren Energien tätig, betreibt ein eigenes Büro in Gundelfingen und ist deutschlandweit als Unternehmensberater tätig.

## Strafverfahren
Nachdem Strasser in einem ersten Verfahren 2017 vom Vorwurf des Betruges freigesprochen worden war, erließ das Amtsgericht Dillingen gegen Strasser wegen Betrug und Urkundenfälschung 2019 einen Strafbefehl mit einer Bewährungsstrafe von 11 Monaten. Im Juli 2020 widerrief das Dillinger Amtsgericht die Strafaussetzung zur Bewährung. Strasser soll die Auflagen nicht erfüllt und keine Wiedergutmachung des Schadens geleistet haben. Am 2. November 2020 trat Strasser die Haft an.